# Sobrado (Kastylia i León)
Sobrado – gmina w Hiszpanii, w prowincji León, w Kastylii i León, o powierzchni 36,03 km². W 2013 roku gmina liczyła 368 mieszkańców.